# Aulonothroscus trixagoides
Aulonothroscus trixagoides is een keversoort uit de familie dwergkniptorren (Throscidae). De wetenschappelijke naam van de soort werd in 1919 gepubliceerd door Edmond Fleutiaux.